# Бабач, Лукаш
Лукаш Бабач (словац. Lukáš Babač; род. 20 марта 1985, Пьештяни, Трнавский край) — словацкий гребец, выступающий за сборную Словакии по академической гребле с 2003 года. Чемпион Европы, обладатель серебряной и бронзовой медалей чемпионатов мира, победитель и призёр первенств национального значения, участник летних Олимпийских игр в Афинах.

## Биография
Лукаш Бабач родился 20 марта 1985 года в городе Пьештяни, Чехословакия.
Начал заниматься академической греблей в возрасте 12 лет, проходил подготовку в местном гребном клубе на водохранилище Сльнява.
Впервые заявил о себе на международном уровне в сезоне 2003 года, когда вошёл в состав словацкой национальной сборной и выступил на юниорском мировом первенстве в Афинах, где в зачёте одиночек стал четвёртым.
Благодаря череде удачных выступлений удостоился права защищать честь страны на летних Олимпийских играх 2004 года в Афинах. Вместе с напарником Любошем Подступкой в программе парных двоек лёгкого веса сумел квалифицироваться лишь в утешительный финал В и расположился в итоговом протоколе соревнований на 11-й строке.
После афинской Олимпиады Бабач остался действующим спортсменом и продолжил принимать участие в крупнейших международных регатах. Так, в 2005 году он стал серебряным призёром в лёгких одиночках на молодёжном мировом первенстве в Амстердаме.
В 2006 году в лёгких одиночках стал шестым на молодёжном мировом первенстве в Хазевинкеле и 14-м на взрослом чемпионате мира в Итоне.
На чемпионате мира 2007 года в Мюнхене занял 22-е место в парных двойках.
В 2008 году в классических одиночках завоевал серебряную медаль на чемпионате Европы в Афинах, тогда как в лёгких одиночках стал восьмым на чемпионате мира в Линце.
В 2009 году в тех же дисциплинах был четвёртым на чемпионате Европы в Бресте и 13-м на чемпионате мира в Познани.
В 2010 году в лёгких одиночках получил бронзу на чемпионате Европы в Монтемор-у-Велью и серебро на чемпионате мира в Карапиро.
В 2011 году на чемпионате Европы в Пловдиве и на чемпионате мира в Бледе занял в одиночках 11-е и 19-е места соответственно.
Пытался пройти отбор на Олимпийские игры 2012 года в Лондоне в программе парных двоек, но на Олимпийской квалификационной регате FISA в Люцерне выступил неудачно. При этом в лёгких одиночках закрыл десятку сильнейших на чемпионате мира в Пловдиве, а в лёгких парных двойках стал восьмым на чемпионате Европы в Варезе.
В 2013 году в лёгких парных двойках занял 19-е место на чемпионате Европы в Севилье.
В 2014 году в классических одиночках был 16-м на чемпионате Европы в Белграде, в лёгких одиночках был девятым на чемпионате мира в Амстердаме.
На чемпионате Европы 2015 года в Познани стал серебряным призёром в одиночках лёгкого веса.
В 2016 году в той же дисциплине одержал победу на чемпионате Европы в Бранденбурге и взял бронзу на чемпионате мира в Роттердаме. В классических одиночках пытался отобраться на Олимпийские игры в Рио-де-Жанейро, но сделать это в конечном счёте не смог.
В 2017 году в лёгких одиночках стал восьмым на чемпионате Европы в Рачице и на чемпионате мира в Сарасоте.
На чемпионате мира 2019 года в Оттенсхайме стартовал в классических одиночках и был далёк от попадания в число призёров, отобравшись лишь в финал G.